# Archiwum i Biblioteka Narodowa Boliwii
Archiwum i Biblioteka Narodowa Boliwii (hiszp. Archivo y Biblioteca Nacionales de Bolivia, ABNB) – archiwum i biblioteka narodowa znajdująca się w Sucre, w Boliwii.

## Historia
W 1825 roku z inicjatywy Andrés de Santa Cruz Antonio José de Sucre założył w Chuquisaca (obecnie Sucre) bibliotekę publiczną Biblioteca Pública de Chuquisaca. Pierwsze zbiory zakupiono w Buenos Aires, potem dołączono książki z bibliotek klasztornych. W 1836 roku uzupełnił je zakupami we Francji Casimiro Olañeta.
Dekretem z 30 czerwca 1838 roku prezydent Andrés de Santa Cruz nakazał zakładanie w Boliwii bibliotek publicznych w stolicach departamentów oraz w prowincjach Litoral i Tarija. Wprowadził również nakaz przesyłania przez właścicieli drukarni do bibliotek egzemplarzy wszystkich książek, broszur, gazet i innych materiałów drukowanych. Biblioteca Pública de Chuquisaca została nazwana biblioteką narodową w dekrecie z 19 czerwca 1872 roku.
„Archivo General de la Nación al de la antigua Audiencia de Charcas” powstało na mocy ustawy z 18 października 1883 roku. Przechowuje ono dokumenty sporządzone przez instytucje publiczne kolonialne (1549–1825), republikańskie (1826–), a także pochodzenia prywatnego.
W 1935 roku ze względów ekonomicznych (wojna o Chaco) prezydent José Luis Tejada Sorzano połączył obie instytucje. Podlegały one Ministerstwu Edukacji Publicznej oraz Ministerstwu Edukacji i Kultury. W 1983 roku Bankowi Centralnemu powierzono finansowanie trzech instytucji kulturalnych: Casa de la Libertad w Sucre, la Casa de la Moneda w Potosí i Museo Nacional de Etnografía y Folklore w La Paz. W 1986 roku dołączyły do nich Archiwum i Biblioteka Narodowa.
Ustawą nr 1670 z dnia 31 października 1995 roku powstała fundacja Banku Centralnego (Fundación Cultural del Banco Central de Bolivia), która zarządza i finansuje działalność: Archiwum i Biblioteki Narodowej Boliwii, Casa de La Libertad, Casa Nacional de Moneda w Potosí, Museo Nacional de Etnografía y Folklore w La Paz, Museo Nacional de Arte w La Paz (od 2003 roku) oraz Centro de la Cultura Plurinacional w Santa Cruz.

## Zbiory
Dekretem nr 1834 z 13 grudnia 1949 roku każdy autor i wydawca miał obowiązek przesyłać do Biblioteki Narodowej 2 egzemplarze każdej publikacji wydanej w kraju i za granicą, a dekretem nr 8228 z 17 stycznia 1968 roku zwiększono liczbę egzemplarzy do trzech (w tym tylko jeden dla Biblioteki Narodowej). Zbiory biblioteki liczą 800 000 woluminów książek, broszur i gazet (2023), a archiwum 8000 metrów bieżących dokumentów. Najstarszy dokument archiwalny pochodzi z 1543 roku.
Na listę Pamięć Świata zostały wpisane przechowywane w ABNB dokumenty: zespół archiwalny Royal Audiencia Court of La Plata (RALP), zbiór kolęd z kościoła katedralnego w La Plata napisanych przez Juanę Inés de la Cruz (autorami muzyki są Juan de Araujo i Antonio Durán de la Mota).

## Budynek
Siedziba ABNB została oddana 31 października 2002 roku. Budowę sfinansowała Fundacja Banku Centralnego Boliwii. Są to dwa bloki o powierzchni 7669 m². W budynku działa pracownia konserwatorska, specjalistyczne czytelnie, księgarnia, sala wystawowa, kawiarnia itd.
W 2012 roku fundacja zakupiła działkę pod kolejny budynek. W 2018 roku zatwierdzono projekt. Zakończenie budowy jest planowane na 2025 rok.